# Aggiosaurus
Aggiosaurus es un género extinto de crocodiliforme metriorrínquido de la subfamilia de los geosaurinos que vivió en el Jurásico Superior (finales del Oxfordiense) de Niza, al sureste de Francia. Este abarca una sola especie, Aggiosaurus nicaeensis.

## Historia del descubrimiento
Aggiosaurus es conocido a partir de su holotipo, una mandíbula superior pobremente preservada sin catalogar, preservada en una caliza la cual está ahora alojada en el Muséum d’Historie naturelle de Nice. Fue recolectado en una localidad de edad del Oxfordiense tardío de Cap d’Aggio-La Turbie, en Niza, Francia. Fue descrito inicialmente como un dinosaurio megalosáurido por Ambayrac (1913). Más tarde, Buffetaut (1982) demostró que de hecho era un metriorrínquido, cercanamente relacionado con Dakosaurus, si no es que pertenecía a este. Debido a que el espécimen tipo está mal preservado es a veces considerado como un nomen dubium. Young & Andrade (2009) sugirieron que Aggiosaurus es un sinónimo más moderno de Dakosaurus, y que A. nicaeensis es referible a Dakosaurus como una especie distinta de manera provisional. Ellos basaron esta clasificación en sus dientes inusualmente grandes (con una longitud apicobasal de más de 6 centímetros) que se pensaba que era única de las especies de Dakosaurus con respecto a los demás talatosuquios. Ciertamente Aggiosaurus tiene la mayor dentición de cualquier metriorrínquido conocido (de más de 12 cm de longitud apicobasal), aunque análisis filogenéticos posteriores han encontrado que estos grandes dientes robustos estaban presentes en otros geosaurinos, como Torvoneustes. Young et al. (2012) resucitaron el nombre de género Plesiosuchus para D. manselii (el cual también presenta esta característica) debido a que su análisis filogenético encontró que Dakosaurus era parafilético y sugirieron que este tenía una posición más basal dentro de Geosaurini que lo se había supuesto hasta entonces. Dado que la presencia de dentición inusualmente grande (con longitud apicobasal de más de 6 cm) fue considerada como una homoplasia entre los geosaurinos, Aggiosaurus no puede ser considerado como sinónimo más moderno de Dakosaurus ni de Plesiosuchus.

## Etimología
Aggiosaurus fue descrito y nombrado originalmente por H. Ambayrac en 1913 y la especie tipo es Aggiosaurus nicaeensis. El nombre del género se deriva del de la localidad tipo, Cap d’Aggio-La Turbie, y de sauros (σαῦρος), que significa "lagarto" en griego antiguo. El nombre de la especie es en homenaje de la ciudad de Niza, en donde este fue descubierto.